# Орёл (Вологодская область)
Орёл — деревня в Устюженском районе Вологодской области.
Входит в состав Лентьевского сельского поселения (с 1 января 2006 года по 9 апреля 2009 года входила в Мерёжское сельское поселение), с точки зрения административно-территориального деления — в Мерёжский сельсовет.
Расположена на берегах реки Орёл. Расстояние до районного центра Устюжны по автодороге — 20 км, до центра муниципального образования деревни Лентьево  по прямой — 10 км. Ближайшие населённые пункты — Горка, Огибь, Окулово.
Население по данным переписи 2002 года — 66 человек (25 мужчин, 41 женщина). Всё население — русские.